# Agallia
Agallia är ett släkte av insekter som beskrevs av Curtis 1833. Agallia ingår i familjen dvärgstritar.

## Bildgalleri

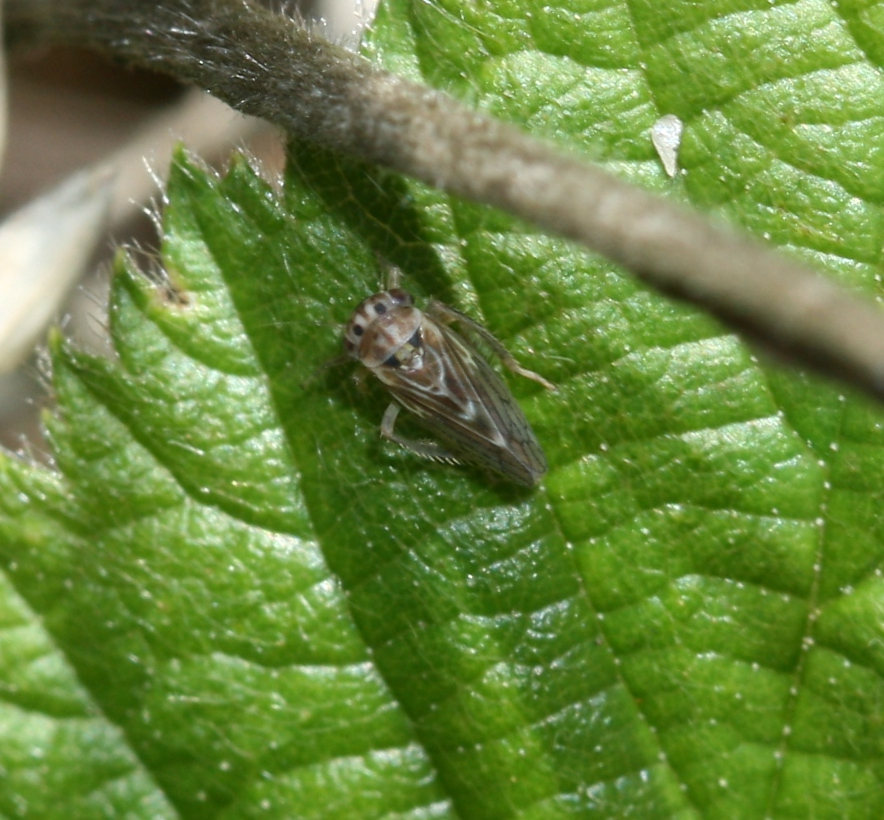
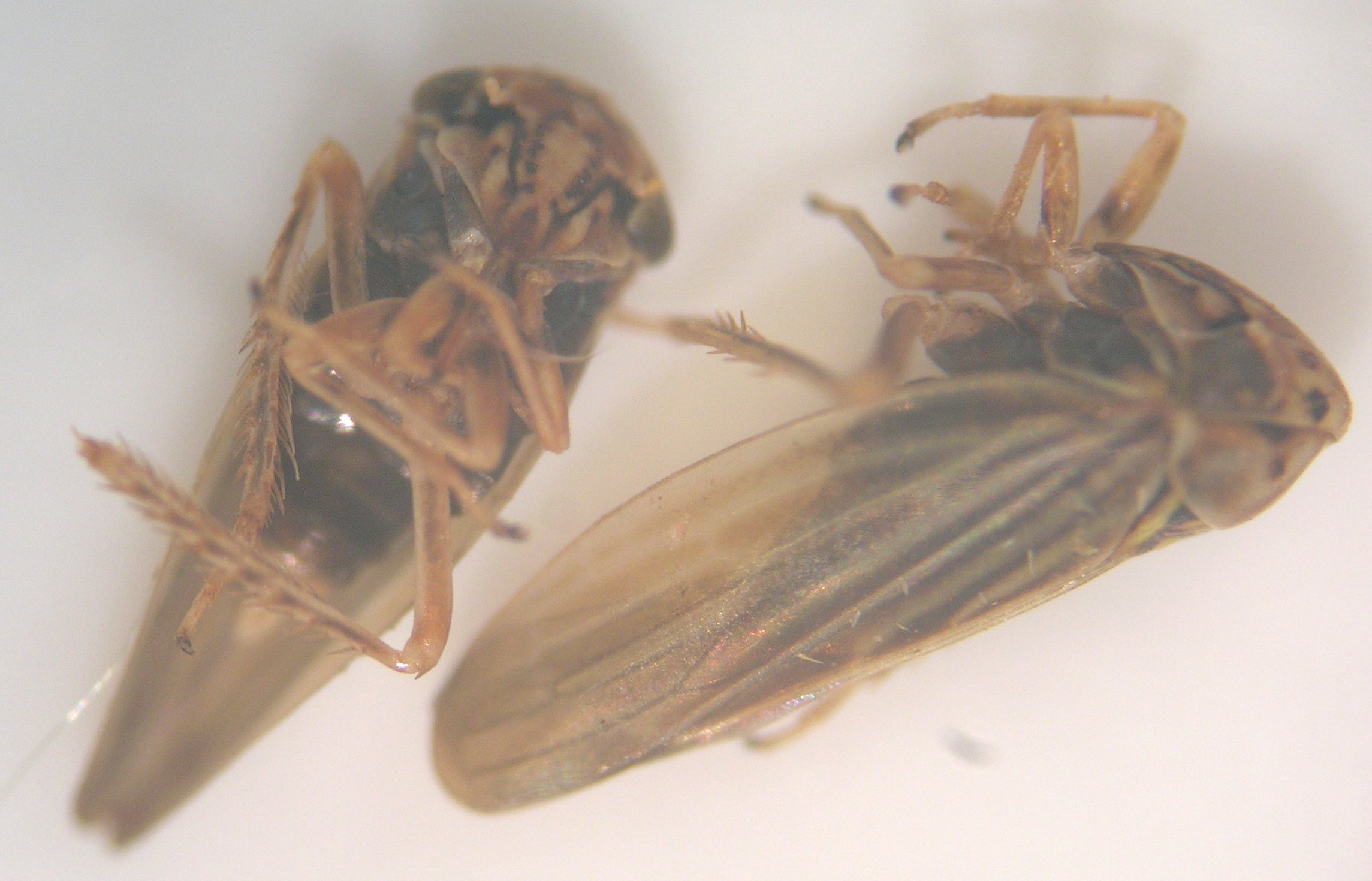

## Dottertaxa tillAgallia, i alfabetisk ordning[1][2]
- Agallia adunca
- Agallia albovenosa
- Agallia aliena
- Agallia assimilis
- Agallia bhuntra
- Agallia biplagiata
- Agallia brachyptera
- Agallia brasiliana
- Agallia campbelli
- Agallia camphorosmatis
- Agallia carioca
- Agallia cezia
- Agallia complexa
- Agallia consobrina
- Agallia copiosa
- Agallia cordata
- Agallia corneola
- Agallia cuneata
- Agallia delhiensis
- Agallia dissimilis
- Agallia distincta
- Agallia dorsalis
- Agallia elongata
- Agallia evansi
- Agallia firdausica
- Agallia fluminensis
- Agallia frisia
- Agallia furcostyli
- Agallia halophila
- Agallia hansoni
- Agallia harrarensis
- Agallia hispanica
- Agallia hottentotta
- Agallia insularis
- Agallia intermedia
- Agallia interrogationis
- Agallia janaka
- Agallia lautus
- Agallia leda
- Agallia limbata
- Agallia lindbergi
- Agallia lineata
- Agallia linnavuorii
- Agallia longistilata
- Agallia manauara
- Agallia mauritanica
- Agallia minuta
- Agallia modesta
- Agallia mutilata
- Agallia obscuripennis
- Agallia obsoleta
- Agallia oceanides
- Agallia paraobusta
- Agallia parvicauda
- Agallia phalerata
- Agallia planus
- Agallia plotina
- Agallia pseudorobusta
- Agallia pyreneica
- Agallia robustus
- Agallia rugosa
- Agallia sabulicola
- Agallia saxicola
- Agallia seriphidii
- Agallia serrana
- Agallia silvai
- Agallia simplex
- Agallia sinica
- Agallia sobrina
- Agallia srinagarensis
- Agallia stenagalloides
- Agallia striolaris
- Agallia subflava
- Agallia una
- Agallia varzeana
- Agallia venosa
- Agallia viraktamathi
- Agallia xavieri